# Pieve di Cento
Pieve di Cento là một đô thị ở tỉnh Bologna vùng Emilia-Romagna của Ý, có vị trí khoảng 25 km về phía bắc của Bologna. Tại thời điểm ngày 31 tháng 12 năm 2004, đô thị này có dân số 6.804 người và diện tích là 15,8 km².
Pieve di Cento giáp các đô thị sau: Castello d'Argile, Cento, Galliera, San Pietro in Casale, Sant'Agostino.